# 巴木虱属
巴木虱属（学名：Bharatiana）为丽木虱科的一个属。巴木虱属是印度 R.N.Mathur(1973)根据采自北方邦穆索里(Mussoorie,U.P.)菌类上的一对标本所建立的，属名以印度拉贾斯坦邦的城市巴拉特（Bharat）命名。模式种为香椿巴木虱（B. octospinosa）。
现已将巴木虱属由丽木虱科（Calophyidae）新移入小头木虱亚科。

## 物种
本属包括以下物种：
- 香椿巴木虱 Bharatiana octospinosa Mathur, 1973
- Bharatiana septentrionalis Yang & Li, 1983
- Bharatiana toonae Yang & Li, 1983
- Bharatiana toonaqiana Yang & Li, 1983